# Sherman (Illinois)
Sherman falu az USA Illinois államában, Sangamon megyében. Lakosainak száma 4673 fő (2020. április 1.).

## Népesség
A település népességének változása:
| Lakosok száma | 73   | 4148 | 4673 |
|               | 1880 | 2010 | 2020 |